# Histodermella
Histodermella är ett släkte av svampdjur. Histodermella ingår i familjen Coelosphaeridae.
Kladogram enligt Catalogue of Life:
| Histodermella | \| \| Histodermella australis \| \| \| \| \| \| Histodermella ingolfi \| \| \| \| |
|               | \| \| Histodermella australis \| \| \| \| \| \| Histodermella ingolfi \| \| \| \| |
|               | Celtodoryx                                                                        |
|               |                                                                                   |
|               | Chaetodoryx                                                                       |
|               |                                                                                   |
|               | Coelosphaera                                                                      |
|               |                                                                                   |
|               | Forcepia                                                                          |
|               |                                                                                   |
|               | Inflatella                                                                        |
|               |                                                                                   |
|               | Lepidosphaera                                                                     |
|               |                                                                                   |
|               | Leptolabis                                                                        |
|               |                                                                                   |
|               | Lissodendoryx                                                                     |
|               |                                                                                   |
|               | Histodermella australis                                                           |
|               |                                                                                   |
|               | Histodermella ingolfi                                                             |
|               |                                                                                   |

|  | Histodermella australis |
|  |                         |
|  | Histodermella ingolfi   |
|  |                         |